# Краснополье (Саратовская область)
Краснополье - посёлок в Ровенском районе Саратовской области, в составе сельского поселения "Привольненское муниципальное образование". 
Расположен в степи, близ оврага Большой, в 7 км восточнее села Привольное

## Население
Динамика численности населения
| 1987 | 2002 |
| ---- | ---- |
| ≈190 | 147  |

| 2002 | 2010 |
| ---- | ---- |
| 151  | ↘130 |